# Biblioteka Uniwersytetu Andrzeja Frycza Modrzewskiego w Krakowie

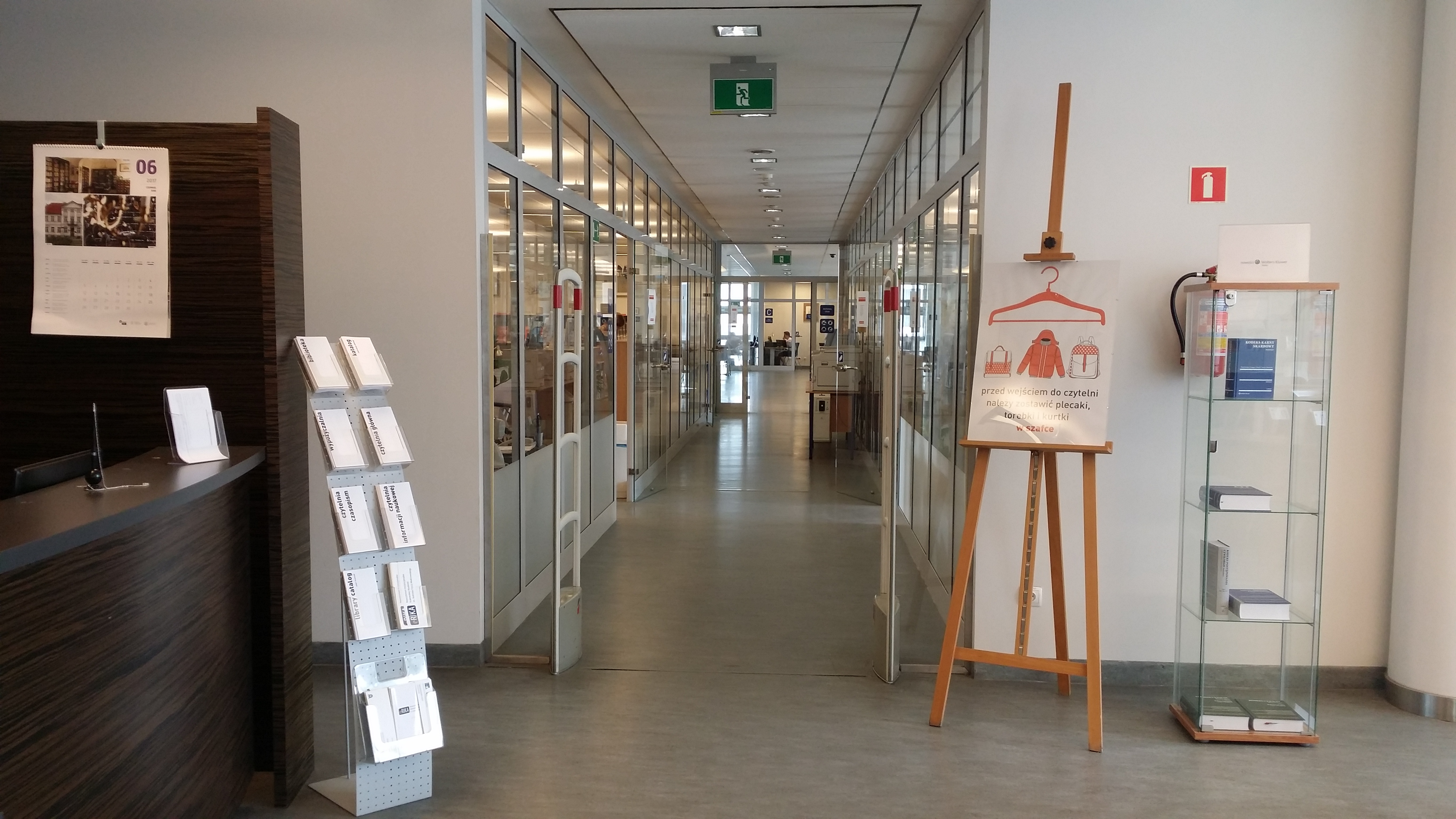
Biblioteka Uniwersytetu Andrzeja Frycza Modrzewskiego w Krakowie

Biblioteka Uniwersytetu Andrzeja Frycza Modrzewskiego w Krakowie – biblioteka akademicka mająca siedzibę na krakowskim Zabłociu; jest główną jednostką centrum informacyjno-bibliotecznego Uniwersytetu Andrzeja Frycza Modrzewskiego w Krakowie; jako jedna z niewielu placówek w Polsce korzysta z otwartego oprogramowania Koha. Biblioteka gromadzi zasoby zgodnie z profilem dziedzinowym kierunków i specjalności studiów oraz badaniami naukowymi realizowanymi przez uczelnię, posiada bogaty zbiór książek z wielu dyscyplin naukowych, ze szczególnym uwzględnieniem medycyny i nauk pokrewnych oraz prawa. W jej obrębie funkcjonuje także Repozytorium eRIKA.

## Historia
- 2000 – wraz z powstaniem Krakowskiej Szkoły Wyższej powołana zostaje Biblioteka, mieszcząca się początkowo na osiedlu Wysokim;
- 2000 – instalacja systemu bibliotecznego PATRON, umożliwiającego prowadzenie inwentarza komputerowego zbiorów;
- 2002 – przeniesienie Biblioteki KAAFM z pomieszczeń na os. Wysokim do budynku przy ul. Starowiślnej, gdzie znajdowała się wypożyczalnia, skomputeryzowana czytelnia oraz magazyn;
- 2004 – przeniesienie Biblioteki KAAFM z budynku przy ul. Starowiślnej do nowo powstałego kampusu przy ul. Herlinga-Grudzińskiego 1, gdzie do dyspozycji użytkowników oddano obszerną czytelnię, wypożyczalnię z księgozbiorem podręcznym oraz nowoczesny magazyn;
- 2006 – wykupienie dostępu do pierwszej bazy danych – EMIS – zawierającej dane dotyczące gospodarki polskiej, informacje ekonomiczne, finansowe, polityczne, makroekonomiczne oraz wiadomości ze spółek;
- 2008 – przenosiny Biblioteki KAAFM do nowego budynku na kampusie, w którym znajduje się do dziś; Biblioteka KAAFM w budynku C zajmuje przeszło 2300m² i posiada wypożyczalnię, trzy czytelnie, pokoje pracy cichej i pokój pracy grupowej oraz dwa magazyny; projekt biblioteki uwzględniał także potrzeby osób niepełnosprawnych;
- 2011 – przyznanie przez Bibliotekę Narodową Bibliotece KAAFM siglum KR 306;
- 2012 – została podjęta decyzja o zmianie systemu bibliotecznego i rozpoczęto nad dostosowaniem otwartego oprogramowania Koha do potrzeb biblioteki[1];
- 2012 – rozpoczęcie współpracy z NUKAT[2];
- 2013 – utworzenie Repozytorium Instytucjonalnego Krakowskiej Akademii eRIKA;
- 2013 – przystąpienie Biblioteki KAAFM do KaRo.

1 września 2024 roku zgodnie z decyzją Ministra Nauki z dnia 14 czerwca 2024 r. uczelnia zmieniła nazwę na Uniwersytet Andrzeja Frycza Modrzewskiego w Krakowie.

## Zasoby
Biblioteka KAAFM ma w swoich zasobach ponad 134 000 woluminów, w tym około 10 000 publikacji obcojęzycznych, głównie w języku niemieckim i angielskim, a także ponad 1600 tytułów czasopism, w tym ponad 220 otrzymywanych na bieżąco. Księgozbiór Czytelni Głównej i Czytelni Medycznej obejmuje ponad 24 000 książek w wolnym dostępie do zbiorów. W księgozbiorze podręcznym znajdują się między innymi:
- encyklopedie uniwersalne i dziedzinowe, słowniki językowe, słowniki encyklopedyczne i biograficzne, monografie, podręczniki;
- publikacje Oficyny Wydawniczej AFM umieszczone w reprezentacyjnych gablotach;
- nowości wydawnicze eksponowane na oddzielnym regale.

Ponadto Biblioteka umożliwia także dostęp do baz danych (EMIS, EBSCO, Science Direct, SpringerLink, Wiley Online Library) oraz innych zasobów elektronicznych, między innymi: System Informacji Prawnej Legalis, System Informacji Prawnej LEX, Polska Bibliografia Lekarska, ClinicalKey. Umożliwia także korzystanie z elektronicznych wersji czasopism.

## Galeria

Biblioteka Krakowskiej Akademii im. Andrzeja Frycza Modrzewskiego
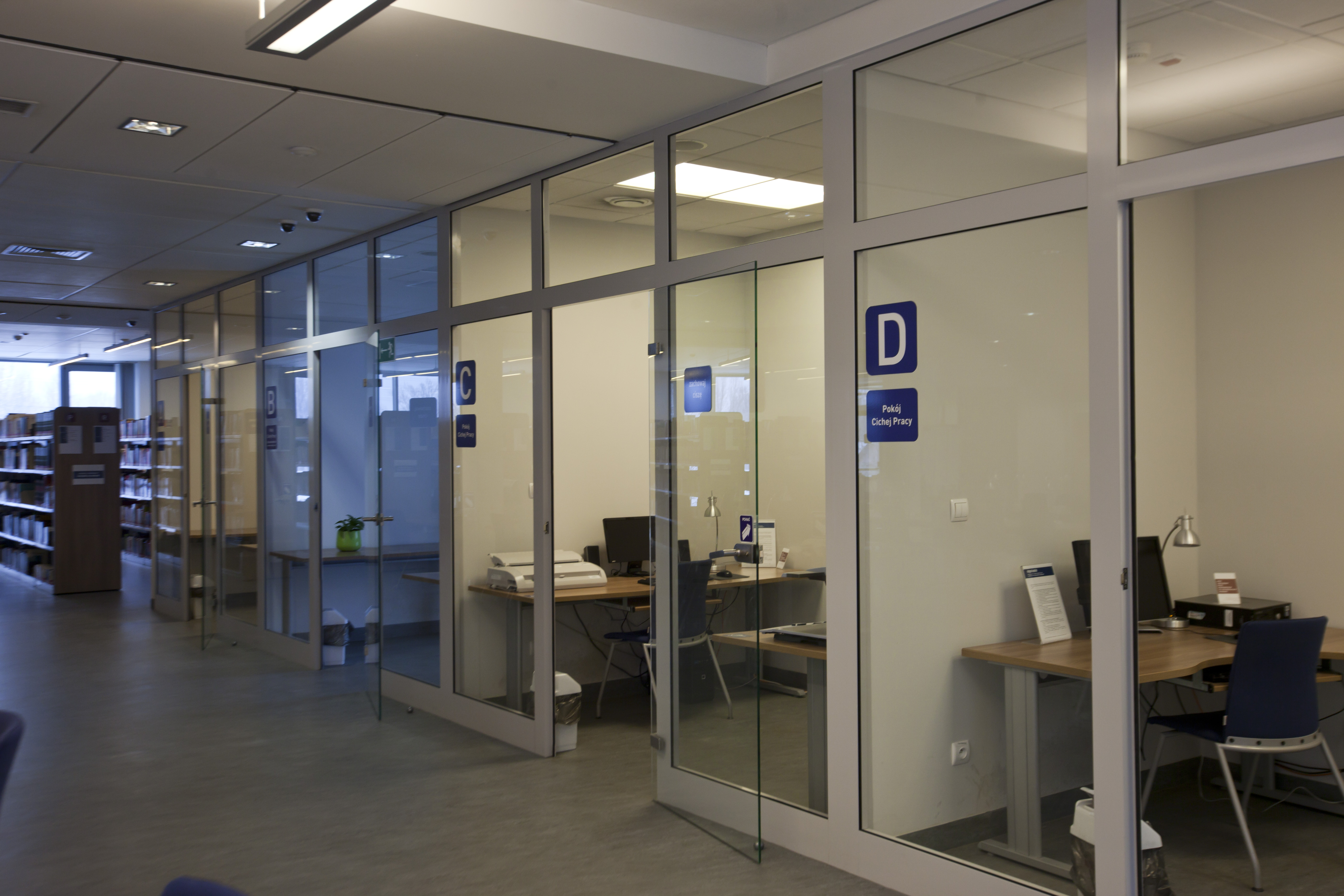
Pokoje pracy cichej
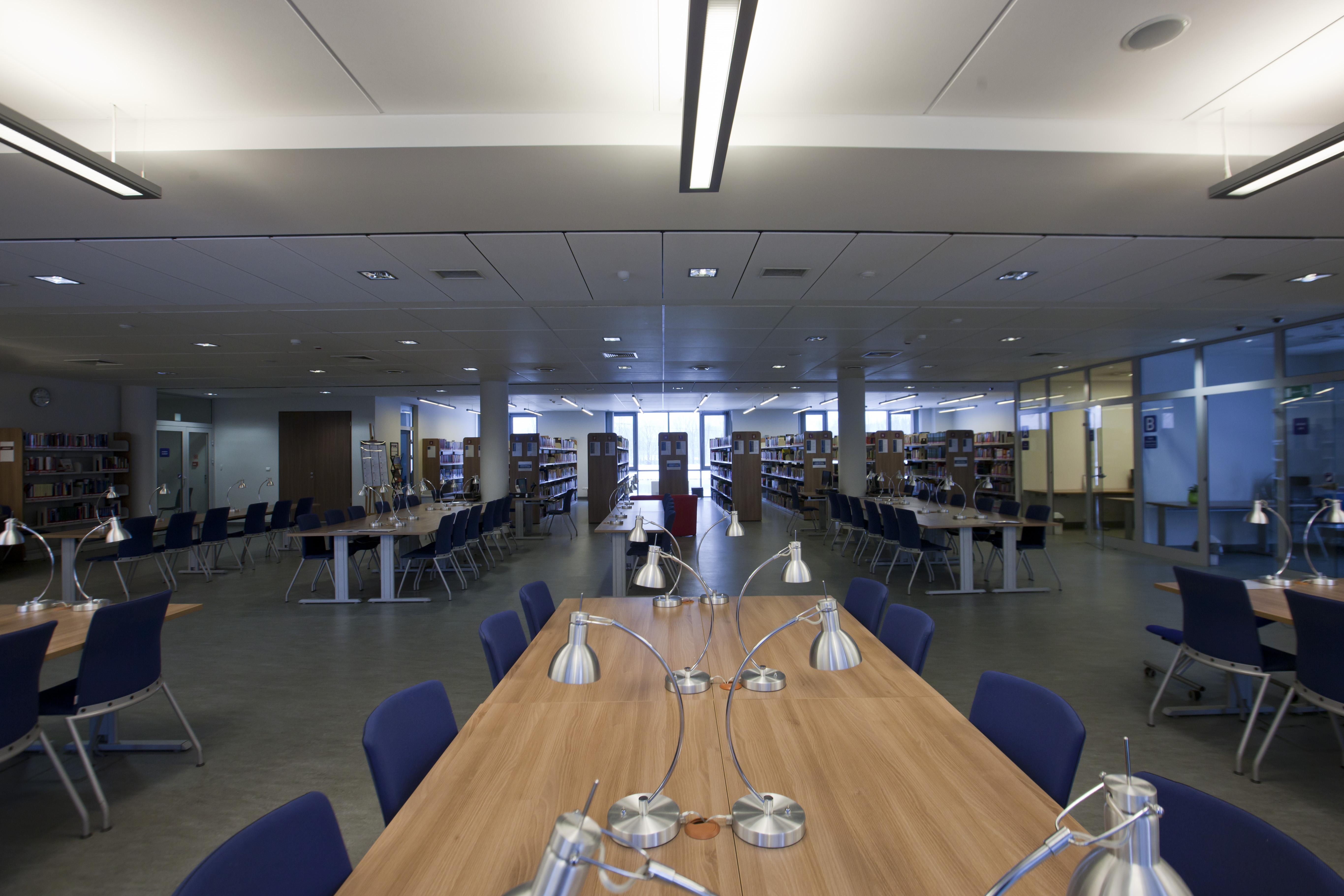
Czytelnia główna
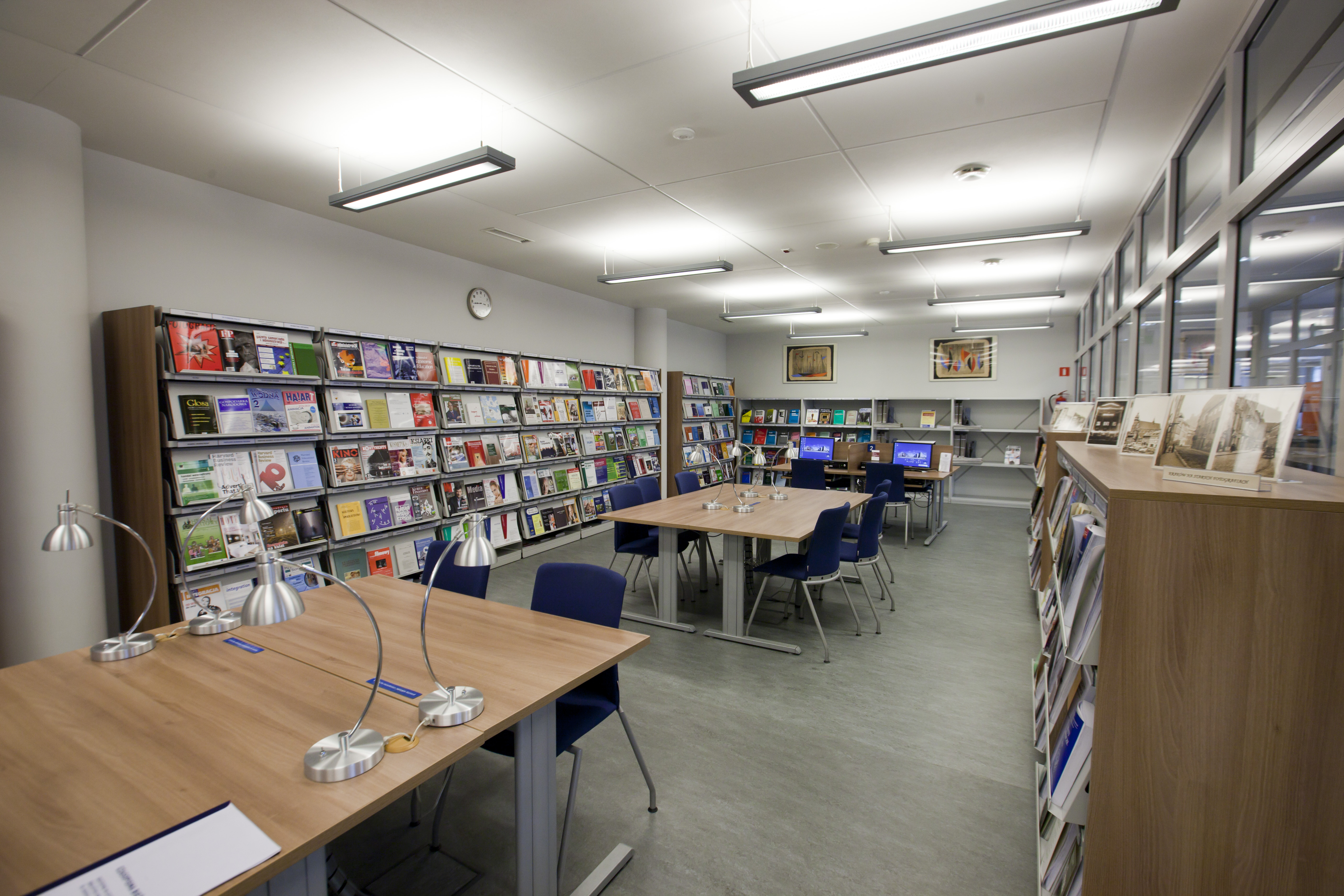
Czytelnia czasopism
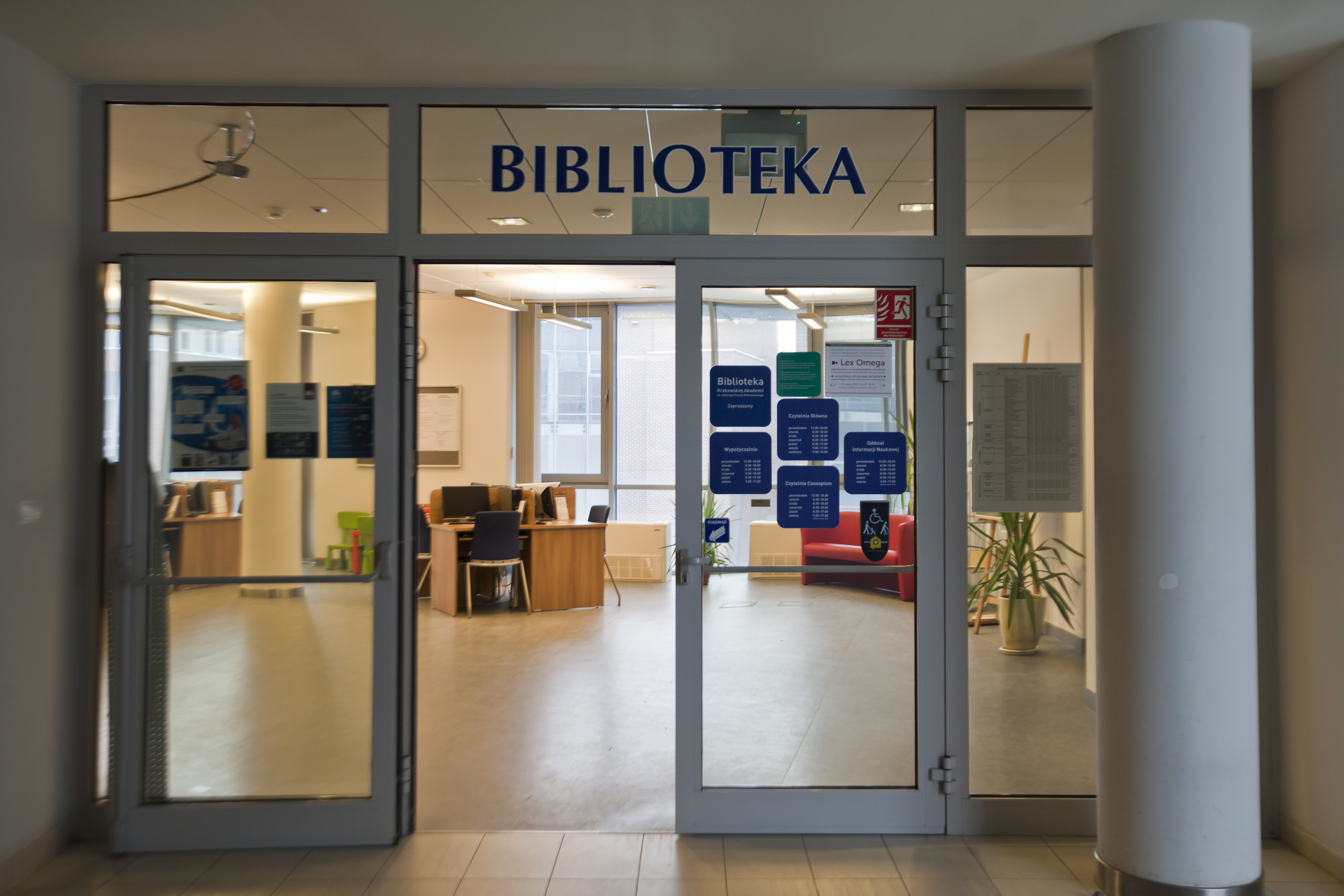
Wejście główne
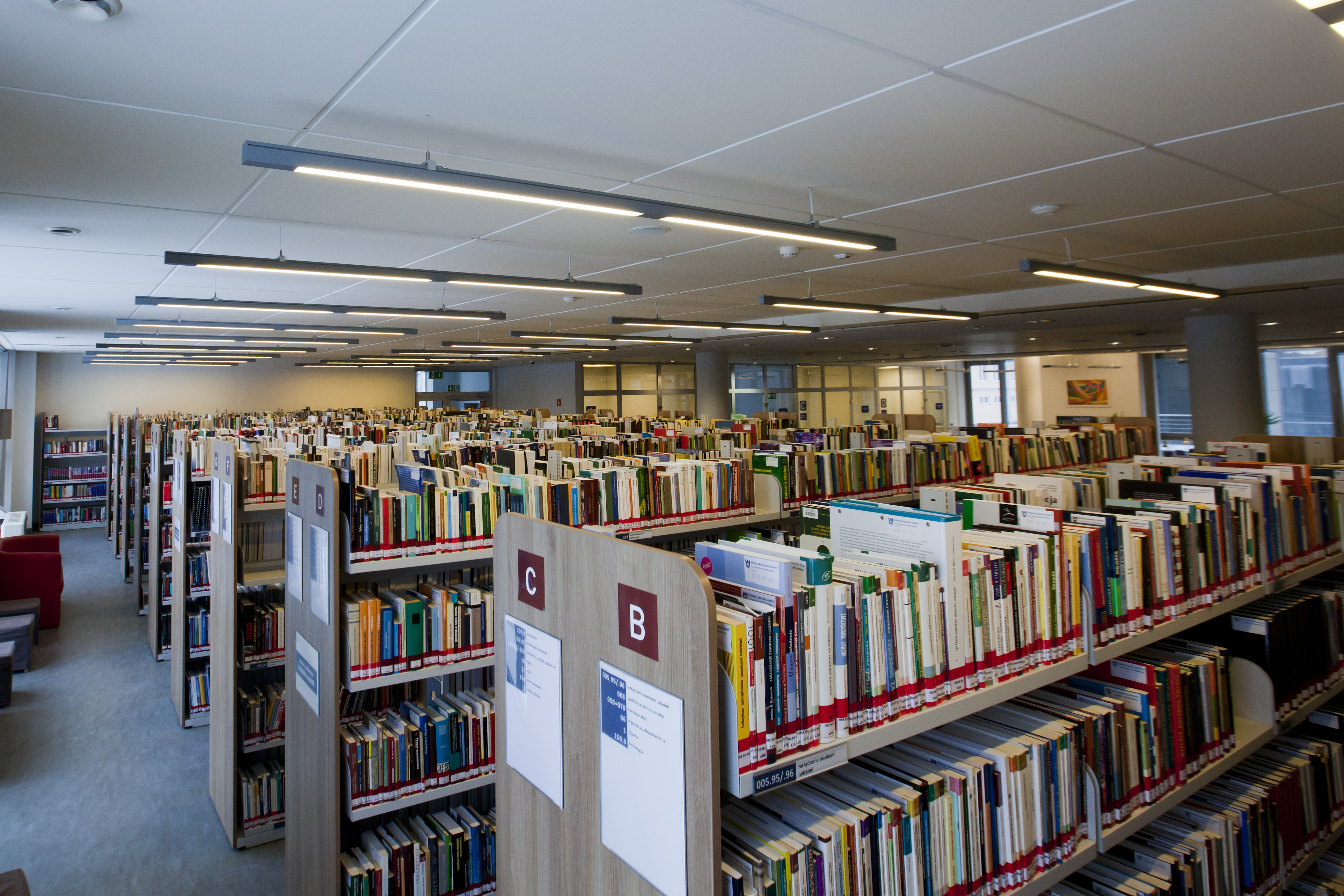
Czytelnia główna